# Klaksvíkar Ítróttarfelag

El Klaksvíkar Ítróttarfelag (KÍ Klaksvík) és un club feroès de futbol de la ciutat de Klaksvík.

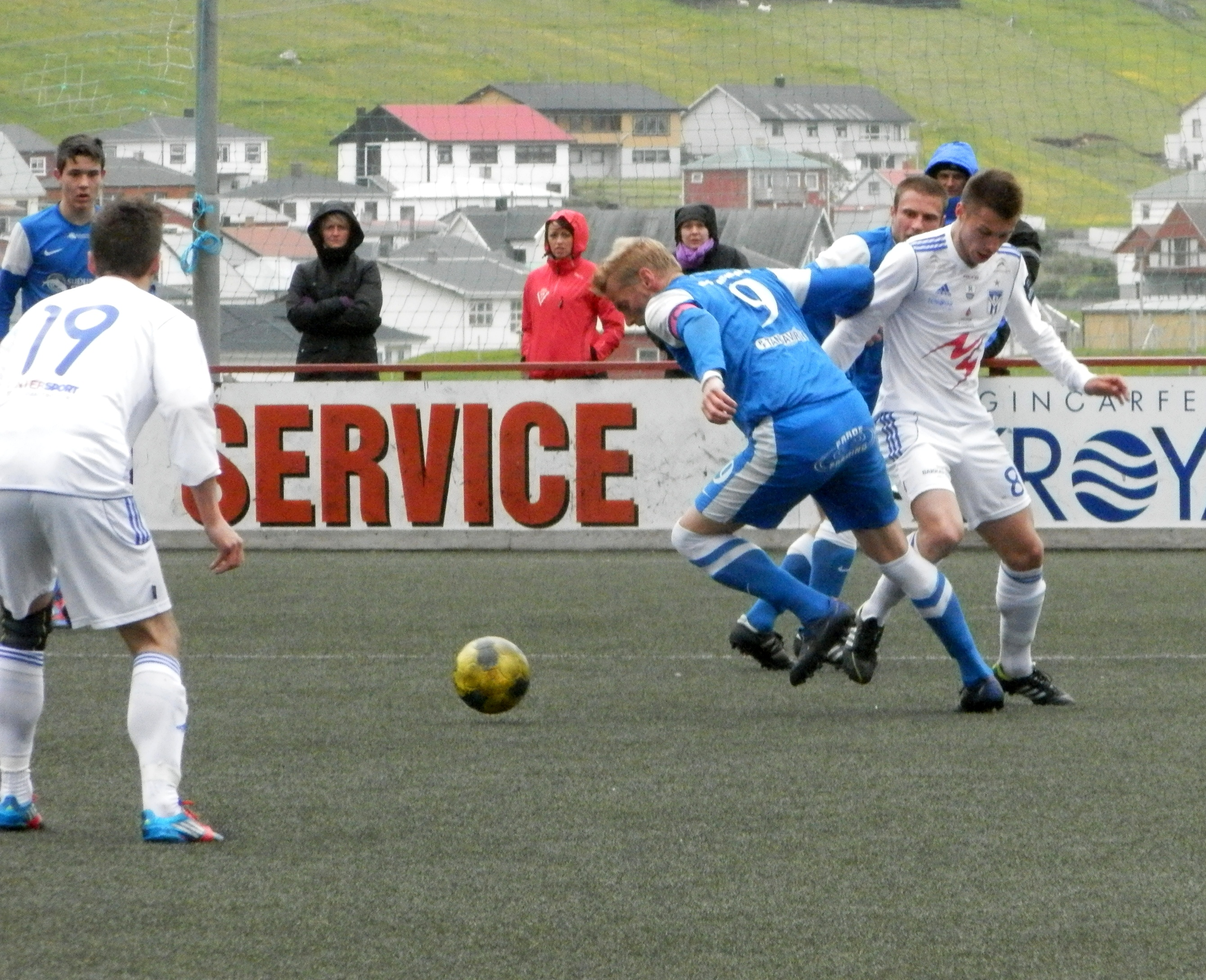
FC Suðuroy vs. KÍ Klaksvík (de blanc) el 30 de juny de 2012.

## Història
El club va ser fundat el 24 d'agost de 1904. Fou el club campió de la primera lliga de Fèroe l'any 1942. L'any 1992 participà per primer cop a una competició europea. Fins a l'any 2018 ha guanyat 20 lligues i 6 copes nacionals.

## Palmarès
- Lliga feroesa de futbol: 
  - 1942, 1945, 1952, 1953, 1954, 1956, 1957, 1958, 1961, 1966, 1967, 1968, 1969, 1970, 1972, 1991, 1999, 2019, 2021, 2022, 2023

- Copa feroesa de futbol: 
  - 1966, 1967, 1990, 1994, 1999, 2016

- Supercopa feroesa de futbol:
  - 2020, 2022

## Futbolistes destacats
- Rógvi Jacobsen, 53 partits amb la selecció, 10 gols
- Todi Jónsson, 45 partits amb la selecció, 9 gols, va jugar al FC Copenhagen
- Jákup Mikkelsen, 73 partits amb la selecció
- Allan Mørkøre, 54 partits amb la selecció, 1 gol
- Kurt Mørkøre, 37 partits amb la selecció, 3 gols